# UEFA Women's Cup 2003-2004
La UEFA Women's Cup 2003-2004 è stata la terza edizione del torneo europeo femminile di calcio per club UEFA Women's Cup, destinato alle formazioni vincitrici dei massimi campionati nazionali d'Europa. Il torneo è stato vinto per il secondo anno consecutivo dalle svedesi dell'Umeå IK nella doppia finale contro le tedesche del 1. FFC Francoforte.

## Formato
Partecipano al torneo 2003-2004 un totale di 41 squadre provenienti da 40 diverse federazioni affiliate alla UEFA. L'Umeå IK ha partecipato come squadra campione in carica. Essendo l'Umeå IK anche campione di Svezia in carica, il posto per la federazione svedese è stato assegnato al Malmö FF, secondo classificato in Damallsvenskan 2002.
Il torneo si compone di tre fasi: qualificazioni, fase a gironi, fase ad eliminazione diretta. Alle qualificazioni partecipano le squadre appartenenti alle dodici federazioni con il ranking UEFA più basso. Le squadre vincenti i tre gironi di qualificazione accedono alla fase a gironi, dove le 32 squadre sono state raggruppate in 8 gruppi da 4 squadre ciascuno. In ogni gruppo le squadre giocano una contro l'altra in un mini-torneo all'italiana, ospitato da una delle quattro squadre. Le otto vincitrici dei gironi acquisiscono il diritto di accedere alla fase ad eliminazione diretta. I quarti di finale e le semifinali si giocano con partite di andata e ritorno.
| Turno          | Andata                      | Ritorno                  |
| -------------- | --------------------------- | ------------------------ |
| Qualificazioni | dal 1º al 20 luglio 2003    | dal 1º al 20 luglio 2003 |
| Fase a gironi  | dal 21 al 25 agosto 2003    | dal 21 al 25 agosto 2003 |
| Quarti         | 30 ottobre-22 novembre 2003 | 29-30 novembre 2003      |
| Semifinali     | 27-28 marzo 2004            | 4-11 aprile 2004         |
| Finale         | 8 maggio 2004               | 5 giugno 2004            |

## Squadre partecipanti
Rispetto all'edizione 2002-2003 le federazioni calcistiche dell'Ucraina e della Slovacchia sono tornate a iscrivere la squadra campione del rispettivo campionato nazionale. La Bosnia-Erzegovina e il Kazakistan hanno iscritto la squadra campione del proprio campionato nazionale per la prima volta.
| Fase a gironi            | Fase a gironi         | Fase a gironi              | Fase a gironi               |
| ------------------------ | --------------------- | -------------------------- | --------------------------- |
| Umeå IK (DT, CN)         | Malmö FF (2ª)         | 1. FFC Francoforte (CN)    | Brøndby                     |
| Fulham (CN)              | FCF Juvisy (CN)       | Kolbotn (CN)               | FC United                   |
| Ėnergija Voronež         | Foroni Verona (CN)    | FFC Schwerzenbach (CN)     | Gömrükçü Baku               |
| Bobruichanka             | Athletic Bilbao (CN)  | Ter Leede                  | Slavia Praga                |
| Mašinac                  | Kilmarnock            | 1º Dezembro                | 1. FC Femina                |
| KÍ Klaksvík              | Newtownabbey Strikers | Breslavia                  | FC Lehenda-Cheksil Černihiv |
| Lebeke-Aalst             | AE Egina              | University College Dublino | KR Reykjavík                |
| FC Codru Anenii Noi      | Clujana               |                            |                             |
| Qualificazioni           |                       |                            |                             |
| Krka                     | Osijek                | Neulengbach                | SFK 2000                    |
| PAOK Ledra               | T.K.S.K. Visa Tallinn | Maccabi Holon              | F.C.K. Temir Zholy          |
| Ž.F.K. Lombardini Skopje | Cardiff City Ladies   | ZsNP MŠK Žiar nad Hronom   |                             |

## Qualificazioni
Le partite dei tre gironi di qualificazione sono state ospitate da una delle quattro squadre, indicata in corsivo. A seguito del ritiro dalla competizione delle belghe del Lebeke-Aalst, le romene del Clujana sono state ammesse alla fase a gironi, liberando un posto nelle qualificazioni. In particolare, il Girone A rimane composto da tre squadre anziché quattro.

### Girone A
| Pos. | Squadra               | Pt | G | V | N | P | GF | GS | DR |
| ---- | --------------------- | -- | - | - | - | - | -- | -- | -- |
| 1.   | Maccabi Holon         | 6  | 2 | 2 | 0 | 0 | 7  | 3  | +4 |
| 2.   | Krka                  | 3  | 2 | 1 | 0 | 1 | 3  | 4  | -1 |
| 3.   | T.K.S.K. Visa Tallinn | 0  | 2 | 0 | 0 | 2 | 1  | 4  | -3 |

| 1º luglio 2003 | Maccabi Holon         | 4 - 2 | ŽNK Krka              | Novo Mesto |
| 3 luglio 2003  | T.K.S.K. Visa Tallinn | 1 - 3 | Maccabi Holon         | Novo Mesto |
| 5 luglio 2003  | ŽNK Krka              | 1 - 0 | T.K.S.K. Visa Tallinn | Novo Mesto |

### Girone B
| Pos. | Squadra                  | Pt | G | V | N | P | GF | GS | DR  |
| ---- | ------------------------ | -- | - | - | - | - | -- | -- | --- |
| 1.   | Neulengbach              | 9  | 3 | 3 | 0 | 0 | 27 | 3  | +24 |
| 2.   | ZsNP MŠK Žiar nad Hronom | 6  | 3 | 2 | 0 | 1 | 30 | 7  | +23 |
| 3.   | Ž.F.K. Lombardini Skopje | 3  | 3 | 1 | 0 | 2 | 6  | 19 | -13 |
| 4.   | PAOK Ledra               | 0  | 3 | 0 | 0 | 3 | 0  | 34 | -34 |

| 15 luglio 2003 | Ž.F.K. Lombardini Skopje | 1 - 12 | ZsNP MŠK Žiar nad Hronom | Skopje |
| 15 luglio 2003 | Neulengbach              | 14 - 0 | PAOK Ledra               | Skopje |
| 17 luglio 2003 | Ž.F.K. Lombardini Skopje | 5 - 0  | PAOK Ledra               | Skopje |
| 17 luglio 2003 | Neulengbach              | 6 - 3  | ZsNP MŠK Žiar nad Hronom | Skopje |
| 19 luglio 2003 | Ž.F.K. Lombardini Skopje | 0 - 7  | Neulengbach              | Skopje |
| 19 luglio 2003 | ZsNP MŠK Žiar nad Hronom | 15 - 0 | PAOK Ledra               | Skopje |

### Girone C
| Pos. | Squadra             | Pt | G | V | N | P | GF | GS | DR |
| ---- | ------------------- | -- | - | - | - | - | -- | -- | -- |
| 1.   | Osijek              | 6  | 3 | 2 | 0 | 1 | 7  | 5  | +2 |
| 2.   | F.C.K. Temir Zholy  | 6  | 3 | 2 | 0 | 1 | 5  | 4  | +1 |
| 3.   | Cardiff City Ladies | 3  | 3 | 1 | 0 | 2 | 5  | 5  | 0  |
| 4.   | SFK 2000            | 3  | 3 | 1 | 0 | 2 | 4  | 7  | -3 |

| 16 luglio 2003 | Osijek              | 3 - 0 | SFK 2000            | Osijek |
| 16 luglio 2003 | Cardiff City Ladies | 0 - 1 | Temir Zholy         | Osijek |
| 18 luglio 2003 | Osijek              | 2 - 1 | Temir Zholy         | Osijek |
| 18 luglio 2003 | Cardiff City Ladies | 1 - 2 | SFK 2000            | Osijek |
| 20 luglio 2003 | Osijek              | 2 - 4 | Cardiff City Ladies | Osijek |
| 20 luglio 2003 | SFK 2000            | 2 - 3 | Temir Zholy         | Osijek |

## Fase a gironi
Le partite di ciascun raggruppamento sono state ospitate da una delle quattro squadre, indicata in corsivo.

### Gruppo 1
| Pos. | Squadra      | Pt | G | V | N | P | GF | GS | DR |
| ---- | ------------ | -- | - | - | - | - | -- | -- | -- |
| 1.   | Brøndby      | 9  | 3 | 3 | 0 | 0 | 7  | 0  | +7 |
| 2.   | Mašinac      | 4  | 3 | 1 | 1 | 1 | 4  | 6  | -2 |
| 3.   | KR Reykjavík | 3  | 3 | 1 | 0 | 2 | 6  | 5  | +1 |
| 4.   | Kilmarnock   | 1  | 3 | 0 | 1 | 2 | 2  | 8  | -6 |

| 20 agosto 2003 | Brøndby    | 2 - 0 | Kilmarnock   | Copenaghen |
| 20 agosto 2003 | Mašinac    | 3 - 1 | KR Reykjavík | Copenaghen |
| 22 agosto 2003 | Brøndby    | 1 - 0 | KR Reykjavík | Copenaghen |
| 22 agosto 2003 | Mašinac    | 1 - 1 | Kilmarnock   | Copenaghen |
| 24 agosto 2003 | Brøndby    | 4 - 0 | Mašinac      | Copenaghen |
| 24 agosto 2003 | Kilmarnock | 1 - 5 | KR Reykjavík | Copenaghen |

### Gruppo 2
| Pos. | Squadra           | Pt | G | V | N | P | GF | GS | DR |
| ---- | ----------------- | -- | - | - | - | - | -- | -- | -- |
| 1.   | Gömrükçü Baku     | 6  | 3 | 2 | 0 | 1 | 8  | 2  | +6 |
| 2.   | AE Aegina         | 4  | 3 | 1 | 1 | 1 | 7  | 9  | -2 |
| 3.   | Bobruichanka      | 4  | 3 | 1 | 1 | 1 | 4  | 4  | 0  |
| 4.   | FFC Schwerzenbach | 2  | 3 | 0 | 2 | 1 | 6  | 10 | -4 |

| 21 agosto 2003 | Schwerzenbach | 1 - 5 | Gömrükçü Baku | Babrujsk |
| 21 agosto 2003 | Bobruichanka  | 2 - 3 | AE Aegina     | Babrujsk |
| 23 agosto 2003 | Schwerzenbach | 4 - 4 | AE Aegina     | Babrujsk |
| 23 agosto 2003 | Bobruichanka  | 1 - 0 | Gömrükçü Baku | Babrujsk |
| 25 agosto 2003 | Schwerzenbach | 1 - 1 | Bobruichanka  | Babrujsk |
| 25 agosto 2003 | Gömrükçü Baku | 3 - 0 | AE Aegina     | Babrujsk |

### Gruppo 3
| Pos. | Squadra               | Pt | G | V | N | P | GF | GS | DR  |
| ---- | --------------------- | -- | - | - | - | - | -- | -- | --- |
| 1.   | Umeå IK               | 9  | 3 | 3 | 0 | 0 | 23 | 1  | +22 |
| 2.   | Slavia Praga          | 6  | 3 | 2 | 0 | 1 | 6  | 2  | +4  |
| 3.   | Clujana               | 1  | 3 | 0 | 1 | 2 | 1  | 9  | -8  |
| 4.   | Newtownabbey Strikers | 1  | 3 | 0 | 1 | 2 | 1  | 19 | -1  |

| 21 agosto 2003 | Umeå IK               | 15 - 0 | Newtownabbey Strikers | Umeå |
| 21 agosto 2003 | Slavia Praga          | 2 - 0  | Clujana               | Umeå |
| 23 agosto 2003 | Umeå IK               | 6 - 0  | Clujana               | Umeå |
| 23 agosto 2003 | Slavia Praga          | 3 - 0  | Newtownabbey Strikers | Umeå |
| 25 agosto 2003 | Umeå IK               | 2 - 1  | Slavia Praga          | Umeå |
| 25 agosto 2003 | Newtownabbey Strikers | 1 - 1  | Clujana               | Umeå |

### Gruppo 4
| Pos. | Squadra          | Pt | G | V | N | P | GF | GS | DR  |
| ---- | ---------------- | -- | - | - | - | - | -- | -- | --- |
| 1.   | Ėnergija Voronež | 7  | 3 | 2 | 1 | 0 | 24 | 0  | +24 |
| 2.   | Foroni Verona    | 7  | 3 | 2 | 1 | 0 | 14 | 0  | +14 |
| 3.   | 1. FC Femina     | 1  | 3 | 0 | 1 | 2 | 3  | 18 | -15 |
| 4.   | Osijek           | 1  | 3 | 0 | 1 | 2 | 3  | 26 | -23 |

| 21 agosto 2003 | Foroni Verona    | 10 - 0 | Osijek           | Voronež |
| 21 agosto 2003 | Ėnergija Voronež | 11 - 0 | 1. FC Femina     | Voronež |
| 23 agosto 2003 | Foroni Verona    | 0 - 0  | Ėnergija Voronež | Voronež |
| 23 agosto 2003 | 1. FC Femina     | 3 - 3  | Osijek           | Voronež |
| 25 agosto 2003 | Foroni Verona    | 4 - 0  | 1. FC Femina     | Voronež |
| 25 agosto 2003 | Ėnergija Voronež | 13 - 0 | Osijek           | Voronež |

### Gruppo 5
| Pos. | Squadra                     | Pt | G | V | N | P | GF | GS | DR  |
| ---- | --------------------------- | -- | - | - | - | - | -- | -- | --- |
| 1.   | Malmö FF                    | 9  | 3 | 3 | 0 | 0 | 12 | 1  | +11 |
| 2.   | FC Lehenda-Cheksil Černihiv | 6  | 3 | 2 | 0 | 1 | 6  | 3  | +3  |
| 3.   | FC United                   | 3  | 3 | 1 | 0 | 2 | 3  | 6  | -3  |
| 4.   | Maccabi Holon               | 0  | 3 | 0 | 0 | 3 | 2  | 13 | -11 |

| 21 agosto 2003 | Malmö FF Dam                | 3 - 0 | FC United                   | Černigov |
| 21 agosto 2003 | FC Lehenda-Cheksil Černihiv | 4 - 0 | Maccabi Holon               | Černigov |
| 23 agosto 2003 | Malmö FF Dam                | 6 - 1 | Maccabi Holon               | Černigov |
| 23 agosto 2003 | FC United                   | 0 - 2 | FC Lehenda-Cheksil Černihiv | Černigov |
| 25 agosto 2003 | Malmö FF Dam                | 3 - 0 | FC Lehenda-Cheksil Černihiv | Černigov |
| 25 agosto 2003 | FC United                   | 3 - 1 | Maccabi Holon               | Černigov |

### Gruppo 6
| Pos. | Squadra                    | Pt | G | V | N | P | GF | GS | DR  |
| ---- | -------------------------- | -- | - | - | - | - | -- | -- | --- |
| 1.   | Kolbotn                    | 9  | 3 | 3 | 0 | 0 | 25 | 3  | +22 |
| 2.   | FCF Juvisy                 | 6  | 3 | 2 | 0 | 1 | 10 | 3  | +7  |
| 3.   | Breslavia                  | 3  | 3 | 1 | 0 | 2 | 5  | 18 | -13 |
| 4.   | University College Dublino | 0  | 3 | 0 | 0 | 3 | 1  | 17 | -16 |

| 21 agosto 2003 | Kolbotn             | 15 - 2 | K.Ś. A.Z.S. Wrocław        | Oslo |
| 21 agosto 2003 | Juvisy              | 6 - 1  | University College Dublino | Oslo |
| 23 agosto 2003 | Kolbotn             | 8 - 0  | University College Dublino | Oslo |
| 23 agosto 2003 | Juvisy              | 3 - 0  | K.Ś. A.Z.S. Wrocław        | Oslo |
| 25 agosto 2003 | Kolbotn             | 2 - 1  | Juvisy                     | Oslo |
| 25 agosto 2003 | K.Ś. A.Z.S. Wrocław | 3 - 0  | University College Dublino | Oslo |

### Gruppo 7
| Pos. | Squadra            | Pt | G | V | N | P | GF | GS | DR  |
| ---- | ------------------ | -- | - | - | - | - | -- | -- | --- |
| 1.   | 1. FFC Francoforte | 9  | 3 | 3 | 0 | 0 | 19 | 2  | +17 |
| 2.   | Athletic Bilbao    | 6  | 3 | 2 | 0 | 1 | 8  | 10 | -2  |
| 3.   | Neulengbach        | 3  | 3 | 1 | 0 | 2 | 2  | 9  | -7  |
| 4.   | 1º Dezembro        | 0  | 3 | 0 | 0 | 3 | 2  | 10 | -8  |

| 21 agosto 2003 | 1. FFC Francoforte | 4 - 0 | 1º Dezembro   | Bilbao |
| 21 agosto 2003 | Athletic Club      | 2 - 0 | Neulengbach   | Bilbao |
| 23 agosto 2003 | 1. FFC Francoforte | 7 - 1 | Neulengbach   | Bilbao |
| 23 agosto 2003 | Athletic Club      | 5 - 2 | 1º Dezembro   | Bilbao |
| 25 agosto 2003 | 1. FFC Francoforte | 8 - 1 | Athletic Club | Bilbao |
| 25 agosto 2003 | 1º Dezembro        | 0 - 1 | Neulengbach   | Bilbao |

### Gruppo 8
| Pos. | Squadra             | Pt | G | V | N | P | GF | GS | DR  |
| ---- | ------------------- | -- | - | - | - | - | -- | -- | --- |
| 1.   | Fulham              | 9  | 3 | 3 | 0 | 0 | 20 | 2  | +18 |
| 2.   | Ter Leede           | 6  | 3 | 2 | 0 | 1 | 14 | 3  | +11 |
| 3.   | FC Codru Anenii Noi | 3  | 3 | 1 | 0 | 2 | 6  | 20 | -14 |
| 4.   | KÍ Klaksvík         | 0  | 3 | 0 | 0 | 3 | 3  | 18 | -15 |

| 19 agosto 2003 | Fulham              | 8 - 0 | KÍ Klaksvík         | Sassenheim |
| 19 agosto 2003 | Ter Leede           | 8 - 0 | FC Codru Anenii Noi | Sassenheim |
| 21 agosto 2003 | Fulham              | 9 - 1 | FC Codru Anenii Noi | Sassenheim |
| 21 agosto 2003 | Ter Leede           | 5 - 0 | KÍ Klaksvík         | Sassenheim |
| 23 agosto 2003 | Ter Leede           | 1 - 3 | Fulham              | Sassenheim |
| 23 agosto 2003 | FC Codru Anenii Noi | 5 - 3 | KÍ Klaksvík         | Sassenheim |

## Quarti di finale
| Squadra 1          | Totale | Squadra 2     | Andata | Ritorno |
| ------------------ | ------ | ------------- | ------ | ------- |
| Brøndby            | 12 – 0 | Gömrükçü Baku | 9 – 0  | 3 – 0   |
| Ėnergija Voronež   | 2 – 4  | Umeå IK       | 1 – 2  | 1 – 2   |
| Malmö FF           | 2 – 1  | Kolbotn       | 2 – 0  | 0 – 1   |
| 1. FFC Francoforte | 7 – 2  | Fulham        | 3 – 1  | 4 – 1   |

### Andata
| Arbitro: | Wendy Toms |

|                                                                                                 |           |  |
| Falk 7’ Andersen 11’ Johansen 34’, 65’ Sørensen 60’ Jorgensen 79’ Bukh 81’ Larsen 87’ Olsen 90’ | Marcatori |  |

| Voronež 7 novembre 2003                                               | Ėnergija Voronež | 1 – 2                  | Umeå IK | Stadio Tsentralnyi Profsoyuz |
| \| \| \| \| \| Danilova 20’ \| Marcatori \| 24’ Julin 33’ Marklund \| |                  |                        |         |                              |
|                                                                       |                  |                        |         |                              |
| Danilova 20’                                                          | Marcatori        | 24’ Julin 33’ Marklund |         |                              |

| Arbitro: | Snjezana Focic |

|                                 |           |              |
| Kliehm 7’ Albertz 58’ Prinz 70’ | Marcatori | 10’ McArthur |

| Arbitro: | Elke Günthner |

|                |           |  |
| Kackur 4’, 65’ | Marcatori |  |

### Ritorno
| Arbitro: | Ilonka Milanova Djaleva |

|                                |           |               |
| Degai 60’ (aut.) Ljungberg 90’ | Marcatori | 65’ Sitnikova |

| Arbitro: | Dagmar Damková |

|  |           |                           |
|  | Marcatori | 14’, 40’ Jensen 20’ Munch |

| Arbitro: | Natalia Avdonchenko |

|            |           |  |
| Galvez 67’ | Marcatori |  |

| Arbitro: | Jenny Palmqvist |

|          |           |                                               |
| Bird 80’ | Marcatori | 50’ Prinz 84’ Pia Wunderlich 86’, 90’ Barucha |

## Semifinali
| Squadra 1 | Totale | Squadra 2          | Andata | Ritorno |
| --------- | ------ | ------------------ | ------ | ------- |
| Brøndby   | 2 – 4  | Umeå IK            | 2 – 3  | 0 – 1   |
| Malmö FF  | 1 – 4  | 1. FFC Francoforte | 0 – 0  | 1 – 4   |

### Andata
| Arbitro: | Anna De Toni |

|                                |           |                                           |
| Sørensen 34’ Larsen 43’ (rig.) | Marcatori | 22’ (aut.) Cederkvist 45’ Julin 80’ Marta |

| Malmö 28 marzo 2004 | Malmö FF | 0 – 0 | 1. FFC Francoforte | Malmö Idrottsplats\| Arbitro: \| Damková \| |
| Arbitro:            | Damková  |       |                    |                                             |

### Ritorno
| Arbitro: | Alexandra Ihringova |

|           |           |  |
| Marta 35’ | Marcatori |  |

| Arbitro: | Natalia Avdonchenko |

|                                           |           |            |
| Jönsson 71’ (aut.) Lingor 75’, 89’, 90+1’ | Marcatori | 59’ Kackur |

## Finale

### Andata
| Arbitro: | Cristina Ionescu |

|                            |           |  |
| Marta 16’, 58’ Östberg 49’ | Marcatori |  |

| Umeå IK | 1. FFC Francoforte |

| Umeå IK                                                       |  |                   |  |          |
|                                                               |  |                   |  |          |
|                                                               |  | Sofia Lundgren    |  |          |
|                                                               |  | Anna Paulson      |  |          |
|                                                               |  | Hanna Marklund    |  |          |
|                                                               |  | Maria Bergkvist   |  |          |
|                                                               |  | Malin Moström     |  |          |
|                                                               |  | Anna Sjöström     |  | 73’      |
|                                                               |  | Marie Hammarström |  | 65’      |
|                                                               |  | Sanna Valkonen    |  |          |
|                                                               |  | Laura Kalmari     |  | 86’      |
|                                                               |  | Marta             |  | 16’, 58’ |
|                                                               |  | Frida Östberg     |  | 49’      |
| Sostituzioni:                                                 |  |                   |  |          |
| Jessica Julin 65’ · Emma Lindqvist 73’ · Maria Nordbrandt 86’ |  |                   |  |          |
| Allenatore:                                                   |  |                   |  |          |
| Andrée Jeglertz                                               |  |                   |  |          |

| 1. FFC Francoforte                             |  |                 |  |     |
|                                                |  |                 |  |     |
|                                                |  | Marleen Wissink |  |     |
|                                                |  | Sandra Minnert  |  |     |
|                                                |  | Louise Hansen   |  |     |
|                                                |  | Pia Wunderlich  |  |     |
|                                                |  | Tina Wunderlich |  |     |
|                                                |  | Birgit Prinz    |  |     |
|                                                |  | Katrin Kliehm   |  |     |
|                                                |  | Bianca Rech     |  | 15’ |
|                                                |  | Christina Zerbe |  |     |
|                                                |  | Judith Affeld   |  |     |
|                                                |  | Steffi Jones    |  | 66’ |
| Sostituzioni:                                  |  |                 |  |     |
| Stefanie Weichelt 14’ · Silvana Arcangioli 66’ |  |                 |  |     |
| Allenatore:                                    |  |                 |  |     |
| Monika Staab                                   |  |                 |  |     |

### Ritorno
| Arbitro: | Claudine Brohet |

|  |           |                                                       |
|  | Marcatori | 27’ Marta 45+2’ Östberg 49’, 70’ Sjöström 68’ Moström |

| 1. FFC Francoforte | Umeå IK |

| 1. F.F.C. Francoforte                                         |  |                   |  |     |
|                                                               |  |                   |  |     |
|                                                               |  | Marleen Wissink   |  |     |
|                                                               |  | Sandra Minnert    |  |     |
|                                                               |  | Louise Hansen     |  |     |
|                                                               |  | Pia Wunderlich    |  |     |
|                                                               |  | Tina Wunderlich   |  | 70’ |
|                                                               |  | Birgit Prinz      |  |     |
|                                                               |  | Renate Lingor     |  | 59’ |
|                                                               |  | Katrin Kliehm     |  |     |
|                                                               |  | Christina Zerbe   |  |     |
|                                                               |  | Stefanie Weichelt |  |     |
|                                                               |  | Steffi Jones      |  | 78’ |
| Sostituzioni:                                                 |  |                   |  |     |
| Judith Affeld 59’ · Mira Krummenauer 70’ · Sandra Albertz 78’ |  |                   |  |     |
| Allenatore:                                                   |  |                   |  |     |
| Monika Staab                                                  |  |                   |  |     |

| Umeå IK                                                        |  |                 |     |             |
|                                                                |  |                 |     |             |
|                                                                |  | Sofia Lundgren  |     |             |
|                                                                |  | Anna Paulson    |     | 76’         |
|                                                                |  | Jessica Julin   |     |             |
|                                                                |  | Hanna Marklund  |     |             |
|                                                                |  | Maria Bergkvist |     | Ammonizione |
|                                                                |  | Malin Moström   |     | 68’         |
|                                                                |  | Anna Sjöström   |     | 49’, 70’    |
|                                                                |  | Sanna Valkonen  |     |             |
|                                                                |  | Laura Kalmari   |     | 66’         |
|                                                                |  | Marta           | 27’ | 73’         |
|                                                                |  | Frida Östberg   |     | 45+2’       |
| Sostituzioni:                                                  |  |                 |     |             |
| Emma Lindqvist 66’ · Maria Nordbrandt 76’ · Sofia Eriksson 77’ |  |                 |     |             |
| Allenatore:                                                    |  |                 |     |             |
| Andrée Jeglertz                                                |  |                 |     |             |

## Statistiche

### Classifica marcatrici
Classifica esclusa la fase prelimninare.
| Gol |  |  | Giocatore           | Squadra            |
| --- |  |  | ------------------- | ------------------ |
| 10  |  |  | Chiara Gazzoli      | Foroni Verona      |
| 9   |  |  | Heidi Kackur        | Malmö FF           |
| 8   |  |  | Natalia Zinchenko   | Ėnergija Voronež   |
| 7   |  |  | Renate Lingor       | 1. FFC Francoforte |
| 6   |  |  | Solveig Gulbrandsen | Kolbotn            |